# Wittmannsdorf (Gemeinde Leobersdorf)
Koordinaten: 47° 55′ 15,4″ N, 16° 11′ 46,5″ O

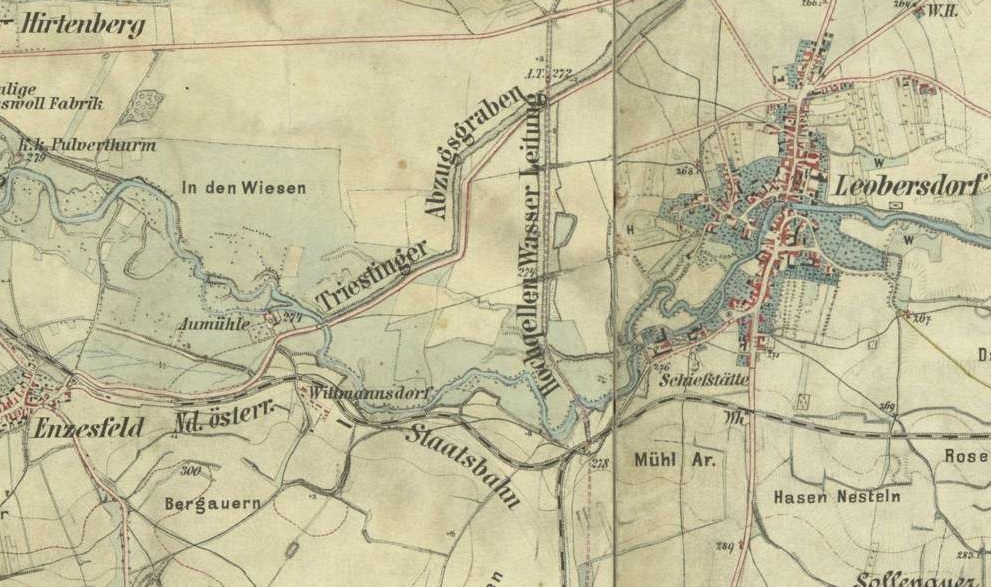
Wittmannsdorf in der Franzisco-Josephinischen Landesaufnahme

Wittmannsdorf ist ein abgekommener Ort im Grenzgebiet zwischen den Gemeinden Enzesfeld-Lindabrunn und Leobersdorf in Niederösterreich.

## Geografie
Der ehemalige Ort liegt südlich von Leobersdorf bzw. nordöstlich von Enzesfeld. Heute trägt der Bahnhof Wittmannsdorf an der Leobersdorfer Bahn diesen Namen, um Verwechslungen mit dem wenige Kilometer entfernten Bahnhof in Leobersdorf auszuschließen.

## Geschichte
Er wird 1847 und 1873 noch als eigener Ortsteil von Enzesfeld genannt und ist mit 5 Höfen verzeichnet. Später breitete sich Leobersdorf immer weiter in Richtung Wittmannsdorf aus. Im Jahr 1938 wurde im Adressbuch von Österreich einzig der Bahnhof genannt.
Umgangssprachlich wird nunmehr die Siedlung beim Bahnhof so genannt, die sich allerdings in einiger Entfernung vom ursprünglichen Ort befindet.

## Öffentliche Einrichtungen
In der nunmehr so genannten Siedlung gibt es auch einen Kindergarten Wittmannsdorf.